# Видеография G-Dragon
Видеография южнокорейского певца и рэпера G-Dragon состоит из 21 музыкального клипа, 5 видеозаписей концертных туров и одного документального фильма. Только в Японии и Южной Корее он продал более 100 000 физических дисков DVD/Blu-ray.

## Видеоклипы

### В качестве ведущего исполнителя
| Год  | Название         | Альбом        | Режиссёр(ы) |
| ---- | ---------------- | ------------- | ----------- |
| 2001 | «My Age is 13»   | Hip Hop Flex  | н/д         |
| 2009 | «Heartbreaker»   | Heartbreaker  | Со Хён Сын  |
| 2009 | «Breathe»        | Heartbreaker  | н/д         |
| 2009 | «She’s Gone»     | Heartbreaker  | н/д         |
| 2009 | «Butterfly»      | Heartbreaker  | н/д         |
| 2009 | «A Boy»          | Heartbreaker  | н/д         |
| 2012 | «One of a Kind»  | One of a Kind | Со Хён Сын  |
| 2012 | «That XX»        | One of a Kind | Хан Са Мин  |
| 2012 | «Crayon»         | One of a Kind | Со Хён Сын  |
| 2013 | «MichiGO»        | Coup d’Etat   | Со Хён Сын  |
| 2013 | «Coup d’Etat»    | Coup d’Etat   | Со Хён Сын  |
| 2013 | «Crooked»        | Coup d’Etat   | Хан Са Мин  |
| 2013 | «Who You?»       | Coup d’Etat   | Хан Са Мин  |
| 2017 | «Untitled, 2014» | Kwon Ji Yong  | Хан Са Мин  |
| 2024 | «Power»          | Übermensch    | н/д         |
| 2025 | «Too bad»        | Übermensch    | н/д         |
| 2025 | «Drama»          | Übermensch    | н/д         |

### Совместные
| Год  | Название             | Артист(ы)                                    | Альбом                       | Режиссёр      |
| ---- | -------------------- | -------------------------------------------- | ---------------------------- | ------------- |
| 2001 | «Storm»              | Perry (при участии G-Dragon, Masta Wu, Sean) | Perry by Storm               | н/д           |
| 2002 | «Hip Hop Gentlemen»  | YG Family                                    | Why Be Normal?               | н/д           |
| 2002 | «YMCA Baseball Team» | YG Family                                    | Why Be Normal?               | н/д           |
| 2009 | «Rain Is Fallin'»    | W-Inds.                                      | Rain Is Fallin'/Hybrid Dream | н/д           |
| 2009 | «Strong Baby»        | Сынни                                        | Remember                     | н/д           |
| 2010 | «I Need a Girl»      | Тхэян (при участии G-Dragon)                 | Solar                        | н/д           |
| 2014 | «Dirty Vibe»         | Skrillex с Diplo, CL и G-Dragon              | Recess                       | Lil’ Internet |
| 2014 | «Good Boy»           | GD X Taeyang                                 | н/д                          | Colin Tilley  |
| 2015 | «Zutter»             | GD & TOP                                     | Made                         | Со Хён Сын    |

## Видеоальбомы

### Видеозаписи концертных туров
| Название                                                                              | Детали | Высшие позиции в чартах | Высшие позиции в чартах | Продажи и сертификации      |
| Название                                                                              | Детали | JPN                     | JPN                     | Продажи и сертификации      |
| Название                                                                              | Детали | DVD                     | Blu-ray                 | Продажи и сертификации      |
| ------------------------------------------------------------------------------------- | --- | ----------------------- | ----------------------- | --------------------------- |
| 1st Live Concert : Shine A Light                                                      | - Релиз: - KOR: 20 апреля 2010 - JPN: 24 апреля 2010 - Языки: корейский - Лейбл: YG Entertainment - Формат: DVD    | 19                      | —                       | - JPN: 5886                 |
| G-Dragon World Tour DVD [One Of A Kind in Seoul]                                      | - Релиз - KOR: 13 сентября 2013 - JPN: 18 сентября 2013 - Языки: корейский - Лейбл: YG Entertainment - Формат: DVD | 6                       | —                       | - JPN: 12 235               |
| G-Dragon World Tour One Of A Kind In Japan Dome Special                               | - Релиз: 20 ноября 2013 - Языки: японский - Лейбл: YG Entertainment - Формат: DVD, Blu-ray                         | 3                       | 6                       | - JPN: 27 987               |
| G-Dragon World Tour DVD [One Of A Kind THE FINAL in Seoul + World Tour]               | - Релиз: 12 февраля 2014 (JPN) - Языки: корейский - Лейбл: YG Entertainment - Формат: DVD                          | 8                       | —                       | - JPN: 3480                 |
| One Of A Kind 3D ～One Of A Kind 2013 1st World tour～ DVD                            | - Релиз: 21 апреля 2014 - Языки: корейский - Лейбл: YG Entertainment - Формат: DVD, Blu-ray                        | 35                      | 32                      | - JPN: 2138                 |
| G-Dragon 2017 World Tour <Act III, M.O.T.T.E> In Japan                                | - Релиз: 7 февраля 2018 - Языки: японский - Лейбл: YGEX - Формат: DVD, Blu-ray                                     | 1                       | 2                       | - JPN: 18 310 - CHN: 39 400 |
| «—» обозначает релизы, которые не попали в чарты или не были выпущены в этом регионе. | |                         |                         |                             |

### Документальные фильмы
| Название                                          | Детали | Высшие позиции в чатах | Продажи и сертификации |
| Название                                          | Детали | JPN DVD                | Продажи и сертификации |
| ------------------------------------------------- | --- | ---------------------- | ---------------------- |
| BIGBANG 1st Documentary DVD <Extra Ordinary 20’S> | - Релиз: 25 июня 2012 (JPN) - Переиздание: 25 июня 2014 - Язык: японский - Лейбл: YG Entertainment, YGEX - Формат: DVD | 27                     | н/д                    |

### Другое
| Название                                  | Детали | Высшие позиции в чартах | Продажи и сертификации |
| Название                                  | Детали | JPN DVD                 | Продажи и сертификации |
| ----------------------------------------- | --- | ----------------------- | ---------------------- |
| G-Dragon’s Collection DVD: One Of A Kind  | - Релиз: - KOR: 2 апреля 2013 - JPN: 27 марта 2013 - Языки: корейский, японский - Лейбл: YG Entertainment - Формат: DVD     | 9                       | - JPN: 12,880          |
| G-Dragon’s Collection DVD II: Coup D’Etat | - Релиз: - KOR: 24 декабря 2013 - JPN: 25 декабря 2013 - Языки: корейский, японский - Лейбл: YG Entertainment - Формат: DVD | 26                      | - JPN: 4,683           |
| G-Dragon × Taeyang in Paris 2014          | - Релиз: 18 июня 2014 - Языки: корейский, японский - Лейбл: YG Entertainment - Формат: DVD                                  | 8                       | - JPN: 6,033           |

### Избранное
| Название                                         | Детали                                                                                       | Высшие позиции в чартах | Высшие позиции в чартах | Продажи и сертификации |
| Название                                         | Детали                                                                                       | JPN                     | JPN                     | Продажи и сертификации |
| Название                                         | Детали                                                                                       | DVD                     | Blu-ray                 | Продажи и сертификации |
| ------------------------------------------------ | -------------------------------------------------------------------------------------------- | ----------------------- | ----------------------- | ---------------------- |
| YG Family Making Film & Calendar + Diary         | - Релиз: 29 декабря 2010 (JPN) - Язык: японский - Лейбл: Universal Music Japan - Формат: DVD | 14                      | —                       | н/д                    |
| YG Family Live Concert 2010 DVD+MAKING BOOK      | - Релиз: 1 июня 2011 (JPN) - Языки: японский - Лейбл: Universal Music Japan - Формат: DVD    | 14                      | —                       | н/д                    |
| 15th Anniversary YG Family Concert in Seoul 2011 | - Релиз: 13 июня 2012 (JPN) - Язык: японский - Лейбл: YGEX - Формат: DVD                     | 10                      | —                       | н/д                    |
| 2012 YG Family Concert in Japan                  | - Релиз: 8 августа 2012 (JPN) - Язык: японский - Лейбл: YGEX - Формат: DVD                   | 3                       | —                       | н/д                    |
| YG Family World Tour 2014 -Power- in Japan       | - Релиз: 7 января 2015 (JPN) - Языки: японский - Лейбл: YGEX - Формат: DVD, Blu-ray          | 2                       | 8                       | - JPN: 13,058          |

## Фильмография
| Название      | Год  | Роль               | Прим.                |
| ------------- | ---- | ------------------ | -------------------- |
| Big Bang Made | 2016 | В роли самого себя | Документальный фильм |